# 奧爾嫩岩
62°1′S 57°35′W / 62.017°S 57.583°W

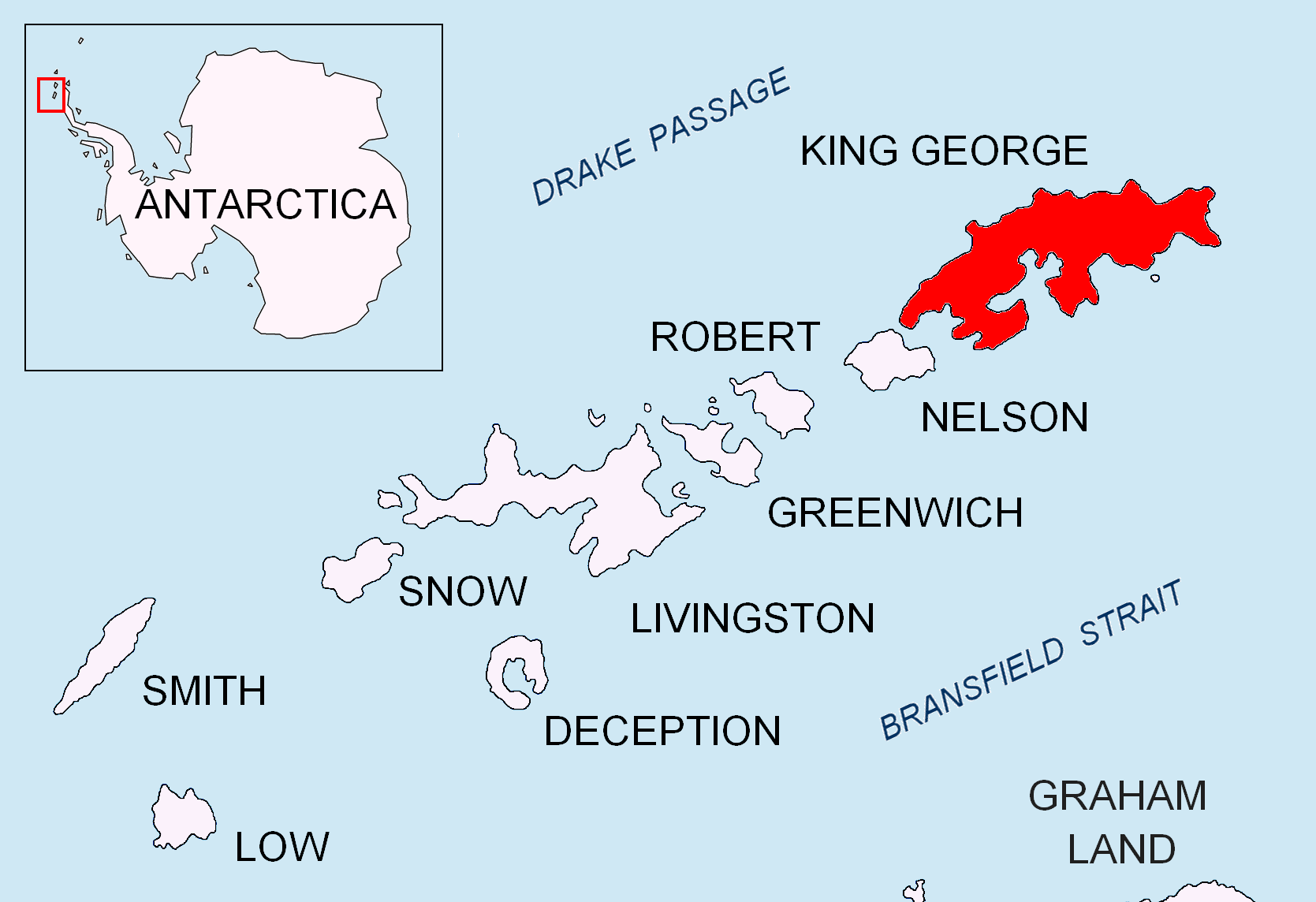

奧爾嫩岩，是南極洲的岩石，位於南設得蘭群島的喬治王島，處於梅爾維爾角東北面1.9公里，以挪威捕鯨者命名，現時由南極條約體系管理。